# جیم هاوکینز
جیم هاوکینز یک شخصیت خیالی و شخصیت اصلی رمان جزیره گنج اثر نویسنده اسکاتلندی رابرت لویی استیونسن است.